# Kurdistan iraniano

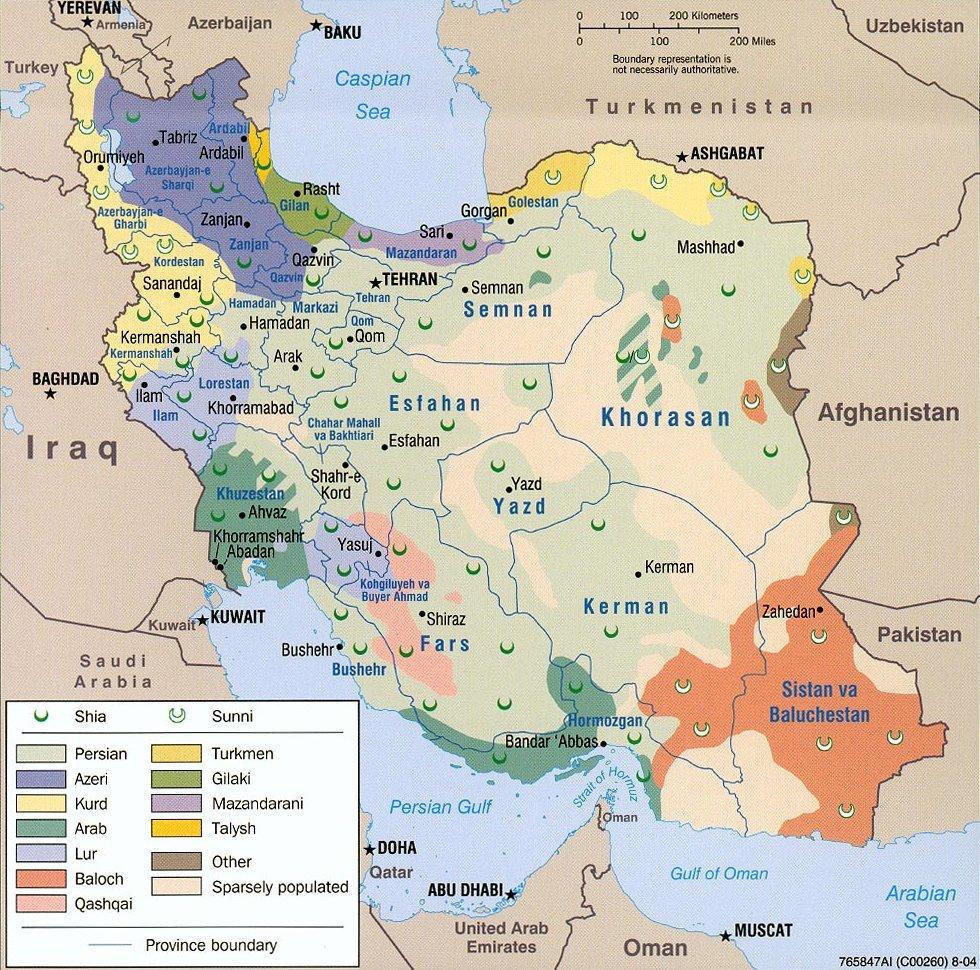
Distribuzione etno-religiosa in Iran nel 2004

Il Kurdistan iraniano (in curdo ڕۆژھەڵاتی کوردستان‎, Rojhilatê Kurdistanê) o Kurdistan orientale è il nome dato ai territori abitati dai curdi nel nord-ovest dell'Iran, considerati parte della regione geografica del Kurdistan.
Il territorio comprende territori delle province: Azerbaigian Occidentale, Kordestān, Kermanshah, Ilam, Hamadan, Lorestan.
I territori abitati dai Curdi del Khorasan nel nord-est dell'Iran, essendo distaccati dal resto della regione, non sono invece considerati parte del Kurdistan.